# Herod Antipa
Herod Antipa, je osoba koja se u Evanđelju po Marku, 6:14, spominje kao "kralj Herod"; zapravo je bio samo tetrarh Galileje i Pereje, sin Heroda Velikog i Maltake. Vladao je poslije smrti svoga oca od 4. pr. Kr. sve do 39. poslije Krista, četvrtinom očevog carstva. Evanđelje po Luki 3:1 i 9:7 pravilno ga navodi kao tetrarha.
U Novom zavjetu napisano je da se Herod Antipa oženio Herodijadom, suprugom svoga polubrata Heroda Filipa, što je žestoko osudio Sveti Ivan Krstitelj koji zbog toga biva pogubljen.
Čak i židovski povjesničar Josip Flavije opisuje brak Heroda Antipe kao nekonvencionalan. U istom konketstu spominje se i Ivanovo mučeništvo i da je ubijen u tvrđavi Makerontu, s istočne strane Mrtvoga mora. Kao razlog pogubljenja Ivana Krstitelja Josip Flavije navodi da je on skupio veliki broj pristaša i da se Herod Antipa bojao da će podići ustanak, iako se Ivan Krstitelj opisuje više kao pravednik nego kao politički agitator.(Judaicae 18:116-119[neaktivna poveznica]). 
Arheološke iskopine svjedoče o postojanju tvrđave s palačom i dva triklinija, što odgovara evanđeoskom opisu prema kojem su Herod i muškarci bili u jednoj prostoriji, a Herodijada i Saloma u drugoj.
Herod Antipa spomenut je i u Evanđelju po Luki 23:6-12, kada na Isusovom suđenju, Poncije Pilat pokušava prebaciti odgovornost za osudu na Heroda Antipu.